# 亚伯拉罕·林肯二世
亚伯拉罕·“杰克”·林肯二世（英語：Abraham "Jack" Lincoln II，1873年8月14日—1890年3月5日），美国第35任战争部长羅伯特·托德·林肯之独子，亦為美国第16任总统亚伯拉罕·林肯之独孙。在家中被称为“杰克”。
16岁时，杰克到法国凡爾賽学习法语，准备哈佛大学入学考试期间，在巴黎感染上癰，导致敗血症发過世。